# Henry Augustus Ellis
Pour les articles homonymes, voir Henry Ellis et Ellis.
Henry Augustus Ellis, né le 24 juillet 1861, mort le 3 octobre 1939, était un médecin et fédéraliste irlando-australien, personnage important de la promotion de la Fédération australienne en Australie-Occidentale.

## Biographie
Ellis était le quatrième fils de Francis Ellis, un Irlandais de Comté de Tyrone, en Irlande. Il est éduqué à St Columba's, dans le Comté de Tyrone, et au Trinity College de Dublin où il obtient les diplômes MB (Medicinæ Baccalaureus) en 1884 et ChB (Chirurgiæ Baccalaureus) en 1885. Il part alors en Australie et travaille à l'hôpital de Sydney durant deux ans, devient médecin honoraire et chirurgien à l'hôpital de 1890 à 1894. Il part à Coolgardie en 1894, où il a la charge du sanatorium gouvernemental, travail dans lequel il prend un intérêt intense et où il est le plus fructueux. Il s'intéresse à la politique locale et au mouvement fédéral. L'Australie-Occidentale n'a pas participé au référendum tenu en 1898 et le gouvernement de John Forrest a été opposé aux offres de fédération jusqu'en fin d'année 1899.
Cependant, dans les régions alentour, le sentiment est fort en faveur de la fédération et le 13 décembre 1899, une réunion de délégués est tenue où la décision est prise d'envoyer une pétition à la Reine lui priant d'établir une colonie de régions jusqu'alors séparées, qui deviendrait une partie du Commonwealth australien.  Environ 28000 signatures ont été obtenues à cette pétition et une quantité immense de lettres de propagandes, surtout rédigés par Ellis, sont envoyées à la presse britannique et aux membres de la Chambre des communes. En conséquence, Chamberlain annonce à Forrest que s'il ne donnait pas l'occasion aux habitants de l'Australie-Occidentale de voter sur la question de la fédération, le Parlement Impérial serait contraint de considérer sérieusement la demande des autres régions. Le Parlement a donc été appelé, et a proposé un projet de loi pour lequel le référendum révèle que la majorité des habitants était en faveur de la fédération.
En 1903 Ellis est élu au Parlement australien Occidental et y siège pendant trois ans avant de retourner en Angleterre en 1913. Ellis avait alors 52 ans, un âge trop tardif pour un nouveau départ. Durant la Guerre, il est l'officier de tuberculose à Middlesbrough et en 1919, il revient à Londres comme aide au médecin des maladies de la poitrines au "Margaret-street Hospital".
Il publie en 1923 How shall I be saved from Consumption et deux traités courts, Reaction in Relation to Disease (1924), et An Explanation of Hydrogen Concentration (1925). Il meurt après une longue maladie le 3 octobre 1939 à Crowborough. Il s'est marié deux fois et a laissé sa deuxième femme veuve.

### Source
- (en) Cet article est partiellement ou en totalité issu de l’article de Wikipédia en anglais intitulé « Henry Augustus Ellis » (voir la liste des auteurs).